# Marcus Rohdén
Marcus Christer Rohdén (* 11. Mai 1991 in Knätte) ist ein schwedischer Fußballspieler. Der Offensivallrounder gewann mit IF Elfsborg 2012 den schwedischen Meistertitel und 2014 den Landespokal.

## Werdegang
Rohdén spielte zunächst im Jugendbereich bei Hössna IF, 2006 schloss er sich der Jugendabteilung des IF Elfsborg an. Während er das Fußballgymnasium besuchte durchlief er parallel die verschiedenen Jugendmannschaften des Klubs. Im Herbst 2011 war er kurzzeitig an Skövde AIK in der drittklassigen Division 1 verliehen.
Nach seiner Rückkehr zu IF Elfsborg unterzeichnete Rohdén im Dezember 2011 einen Profivertrag. Unter Trainer Jörgen Lennartsson lief er in der Spielzeit 2012 in 22 Spielen in der Allsvenskan auf, stand dabei jedoch lediglich in sieben Partien in der Startformation. Mit zwei Toren hatte er dabei Anteil am Gewinn des Meistertitels, parallel hatte er sich in den Kreis der schwedischen U-21-Auswahlmannschaft gespielt. In der folgenden Spielzeit etablierte er sich als Stammspieler im Klub, konnte sich aber nicht in der Nachwuchsnationalmannschaft halten. Im Mai 2014 stand er mit der Mannschaft um Jon Jönsson, Viktor Prodell, Sebastian Holmén, Henning Hauger und Johan Larsson im Endspiel um den Landespokal gegen Helsingborgs IF, das die von Klas Ingesson und Janne Mian betreute Mannschaft durch ein Tor von Lars Nilsson mit einem 1:0-Erfolg für sich entschied.
Im Sommer 2016 wechselte Rohdén zum italienischen Erstligaaufsteiger FC Crotone in die Serie A. Dort gehörte auf Anhieb zu den Stammspielern und war am Ende der Spielzeit 2016/17 mit 34 Meisterschaftseinsätzen nach Gian Marco Ferrari, Federico Ceccherini und Diego Falcinelli der meisteingesetzte Feldspieler. Die Mannschaft beendete die Spielzeit dabei auf dem letzten Nichtabstiegsplatz. Im Folgejahr verpasste er mit dem süditalienischen Klub den Klassenerhalt.
In der Zweitliga-Spielzeit 2018/19 gehörte Rohdén unter dem neuen Trainer Giovanni Stroppa zu den Stammkräften. Nachdem der Klub jedoch sich nur im mittleren Tabellenbereich platzieren konnte und sein Vertrag zum Ende der Saison auslief, führte er Gespräche mit verschiedenen Vereinen in Griechenland und Italien und schloss sich im erst Mitte August 2019 als erster schwedischer Spieler der Vereinsgeschichte dem Serie-A-Absteiger und Ligakonkurrenten Frosinone Calcio mit einer Vertragslaufzeit von zunächst bis zum Ende der Saison 2021/22 an. Als Tabellenachter qualifizierte sich die von Alessandro Nesta trainierte Mannschaft als schlechteste platzierte Teilnehmerin für die Aufstiegsrunde zur Serie A, in der sie das Endspiel gegen den Tabellendritten Spezia Calcio erreichte. Nach einer 0:1-Hinspielniederlage erzielte Rohdén im Rückspiel den entscheidenden Treffer zum 1:0-Auswärtssieg, aufgrund des ausgeglichenen Ergebnisses entschied die bessere Saisonplatzierung jedoch für den Konkurrenten. Insgesamt bestritt er in seiner ersten Saison hier 30 von 43 möglichen Ligaspielen, in denen er drei Tore schoss. 
In der nächsten Saison waren es 32 von 38 möglichen Ligaspielen mit zwei geschossenen Toren und ein Pokalspiel. In der Saison 2021/22 bestritt Rohdén 22 von 38 möglichen Ligaspiele für Frosinone mit wiederum zwei geschossenen Toren und einem Pokalspiel. In der Folgesaison kam er zu 33 Einsätzen in 38 möglichen Ligaspielen mit einem Tor und erneut einem Pokalspiel. Frosinone schloss die Saison auf Platz 1 der Serie B ab und stieg somit auf.
Ende Juli 2023 wechselte er zum türkischen Erstligisten Fatih Karagümrük SK, bei dem er einen Vertrag mit einer Laufzeit von zwei Jahren unterschrieb. Hier kam er zu 34 Einsätzen in 38 möglichen Ligaspielen, in denen er vier Tore schoss, sowie vier Pokalspielen. Die Saison endete mit dem Abstieg in die TFF 1. Lig.
Ende Juli 2024 wechselte er zum zyopriotischen Erstligisten AEK Larnaka, bei dem er einen Vertrag mit einer Laufzeit bis Sommer 2026 unterschrieb.

## Nationalmannschaft
Im September 2012 nahm er an einem Qualifikationsspiel zur Ú 21-Europameisterschaft für die schwedische U 21-Nationalmannschaft gegen die Ukraine teil.
Im Dezember 2014 nominierte Nationaltrainer Erik Hamrén Rohdén als einen von neun Neulingen für die schwedische Nationalmannschaft, die im Januar 2015 eine Tour in den Nahen Osten machte. Nach seinem Debüt hielt er sich im erweiterten Kreis der Nationalmannschaft, verpasste aber den Sprung in den Kader zur Europameisterschaft 2016.  Rohdén hielt sich im Kreis der Nationalmannschaft, gehörte dort aber nur unregelmäßig vor allem bei Freundschaftsspielen zur Startformation. In der Qualifikation zur Weltmeisterschaftsendrunde 2018 kam er zu zwei Kurzeinsätzen, darunter als Einwechselspieler im Play-off-Rückspiel gegen Italien, bei dem nach einem 1:0-Hinspielerfolg mit einem 0:0-Remis die Teilnahme gesichert wurde. Er wurde vom Nationalauswahl-Trainer Janne Andersson in den schwedischen Kader bei der Weltmeisterschaft 2018 berufen, kam dort aber zu keinem Spieleinsatz.

## Erfolge
- schwedischer Meister: 2012
- schwedischer Pokalsieger: 2013/14